# Kémes
Kémes es un pueblo ubicado en el distrito de Siklós, en el condado de Baranya, Hungría.

## Superficie
Posee una superficie de 6,890 kilómetros cuadrados.

## Demografía
Hasta 2019 la población era de 438 habitantes, con una densidad de población de 63,57 habitantes por kilómetro cuadrado.